# Ліза Азуелос
Ліза Азуелос (фр. Lisa Azuelos, іноді фр. Lisa Alessandrin; нар. 6 листопада 1965, Неї-сюр-Сен, Франція) — французька актриса, кінорежисер, сценарист і продюсер, найбільш відома своїм фільмом «LOL».

## Біографія
Народилася в сім'ї французької співачки і актриси Марі Лафоре і марокканського бізнесмена єврейського походження Жюдаса Азуелоса. У неї є молодші брат і сестра — Мехді Азуелос (1967 р.н.) і Дебора Кан-Срібер (1974 р.н.).
Коли Лізі було 2 роки, батьки розлучилися, і вона залишилася жити з матір'ю, з якою «ніколи не була близька». Вони з братом навчалися в швейцарській школі-інтернаті «Les Sept Nains» («Сім гномів»), в якій, як вона стверджує, дітей фізично і морально принижували.
У віці 12 років Ліза починає жити з батьком і відкриває для себе культуру сефардських євреїв.
Після закінчення середньої школи, в 16 років подає документи до коледжу Дофіна, та, навіть не думаючи про кар'єру в кіно, вибирає для себе професію трастового менеджера. Припиняє роботу після відомого Чорного понеділка 1987-го року, бачачи всю крихкість світу бізнесу.

## Кар'єра
Починає працювати на знімальних майданчиках, де одного разу зустрічає Люка Бессона, який викуповує у неї права на сценарій фільму, який не був створений. Бессон також знайомить Азуелос з її майбутнім чоловіком, режисером Патріком Алессандро.
У 2006 році Ліза Азуелос знімає свій перший фільм «Який ти прекрасний!».
У 2008 році знімає «LOL» — фільм, який приніс їй успіх, а в 2012 році — американський римейк «Літо. Однокласники. Любов», який отримав, на відміну від оригіналу, негативні відгуки.
У 2014 знімає мелодраму «Одна зустріч», де головні ролі виконали Франсуа Клюзе і Софі Марсо.
Створила свою продюсерську компанію, яку на честь прабабусі Батшевої (Ветсавія) назвала «Bethsabée Mucho».

## Особисте життя
Колишній чоловік — Патрік Алессандрéн.
Діти: Кармен (1991 р.н.), Іллан (1996 р.н.) і Таіс (1998 р.н.).

## Фільмографія
Акторка
- 2014: Одна зустріч / Une rencontre — Анна

Режисер
- 1995: Все в них вийде / Ainsi soient-elles (разом з Патриком Алессандреном)
- 2006: Який ти прекрасний! / Comme t'y es belle!
- 2008: Лол / LOL (Laughing Out Loud)
- 2012: Літо. Однокласники. Любов / LOL
- 2014: Одна зустріч / Une rencontre
- 2017 Кохання та пристрасть. Даліда / (Dalida)
- 1993: Академія моделей / Classe mannequin
- 1995: Все в них вийде / Ainsi soient-elles (разом з Патриком Алессандреном)
- 2001: 15 серпня / 15 août
- 2005: Кавалькада / Cavalcade
- 2006: Який ти прекрасний! / Comme t'y es belle! (разом з Майклом Лелушем і Ерве Мімраном)
- 2008: Лол / LOL (Laughing Out Loud)] (разом з Нансом Дельгадо)
- 2009: Віктор / Victor
- 2012: Літо. Однокласники. Любов / LOL (разом з Каміром Айнузом і Нансом Дельгадо)
- 2014: Одна зустріч / Une rencontre
- 2015: Цей незручний момент / Un moment d'égarement (разом з Клодом Беррі та Жаном-Франсуа Ріше)
- 2017: Даліда / Dalida

Продюсер
- 2010: Все те, що сутеніє / Tout ce qui brille
- 2012: Літо. Однокласники. Любов / LOL
- 2012: Макс / Max
- 2014: Одна зустріч / Une rencontre
- 2014: Звільніть сосок / Free the Nipple
- 2017: Даліда / Dalida